# Shivini

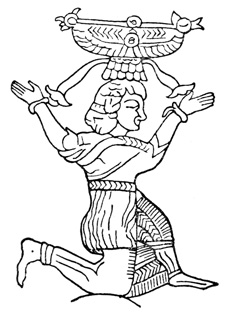
Immagine dipinta di Shivini, tratta da un'immagine conservata nel History Museum of Armenia

Shivini  noto anche come Siuini o Artinis o Ardinis ("sole nascente" o il "desto") è una divinità solare della mitologia di Urartu. 
Compone la triade principale delle divinità di Urartu insieme a Khaldi e Theispas. Corrisponde al dio assiro Šamaš. 
Viene rappresentato come un uomo sulle ginocchia, che regge il disco solare. 
Sua moglie è molto probabilmente la dea Tushpuea, menzionata nell'iscrizione di Mheri-Dur. Shivini è una divinità benevola, come l'antico dio egiziano Aten e a differenza dell'assiro dio Ashur, in onore del quale venivano fatti sacrifici umani.